# Ванеров звончић
Ванеров звончић (лат. Campanula wanneri) је двогодишња или вишегодишња биљка из фамилије Campanulaceae. Maђарски ботаничар János Heuffel је ову врсту 1854. године издвојио у посебан род под називом Symphyandra, алудирајући на прашнике чије су антере међусобно срасле (грч. symphyo - срасти) и (грч. andros - мушко).  Јавља се у југоисточној Европи.  У Србији има статус строго заштићене биљне врсте. 

## Опис врсте
Ванеров звончић је зељаста биљка прекривена меким кратким длакама. Стабљика је висине од 10 до 38 cm. Има ризом, добро равзвијен, који носи остатке прошлогодишњих листова. Листови су наизменични. Доњи су јајасто копљасти или копљасти, имају дугу дршку и грубо су назубљени. Горњи су копљасти, сужене основе, немају лисну дршку, оштро су усечени и уско назубљени. Цваст се састоји из једног до три цвета, који имају цветне дршке. Цветови се налазе у лиснатим гроздовима, а ређе је цваст једноставна. Чашични зупци су јајасти или копљасто-троугласти, усправни и зашиљени, ширине 5-8 mm. Круница је цевасто-звонастa, карактеристичног облика за род Campanula. Дуга је до 3.5 сm и прљаво је љубичасте боје. Има пет режњева, зупци су јој кратки и широки, споља длакави. Прашника такође има пет, филаменти су слободни, а антере су срасле у дугу цев. Плодница је длакава, има издужен стубић и три повијена жига. Плод је чаура, троока, длакава, а отвара се при основи са три поре. Цвета у јуну и јулу. 

## Распрострањење у Републици Србији
Ванеров звончић у Републици Србији настањује само неколико локалитета на Старој планини (Копрен, Бабин зуб, Равно бучје, Црни врх, Миџор). Иначе се јавља на вишим планинама у југоисточној Европи, на каменитим местима у субалпијском појасу. 

## Галерија
- Ванеров звончић на Миџору
- Ванеров звончић на Миџору